# Kulturkampf

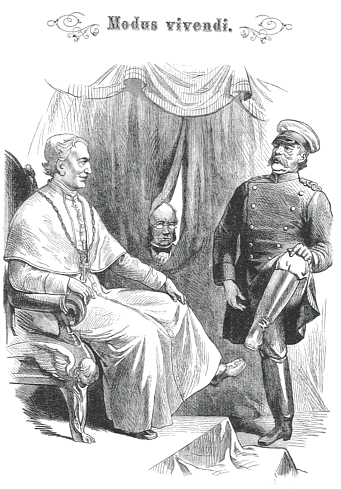
Modus vivendi, caricature de Wilhelm Scholz dans le Kladderadatsch, no 14-15 du 18 mars 1878 : le pape et le chancelier veulent tous deux se faire « baiser le pied » (Fußkuss) en signe de soumission par l’autre.

Le Kulturkampf /kʊlˈtuːɐ̯ˌkampf/ , ou « combat pour la civilisation », est une politique religieuse menée par le chancelier de l'Empire allemand, Otto von Bismarck, destinée à rompre les liens entre Rome et l’Église catholique d'Allemagne et à placer celle-ci ― perçue comme une menace à l'unité nationale ― sous la tutelle de l'État. Entamée en 1871 et conduite jusqu'en 1878, elle est définitivement abandonnée en 1887.
Dès 1871, Otto von Bismarck et son ministre des cultes, Adalbert Falk, adoptent une série de textes dirigés contre les catholiques afin de leur faire accepter le primat du temporel sur le spirituel. Des moyens législatifs sans précédent sont employés pour lutter contre l'Église catholique afin de la soumettre au contrôle de l'État : interdiction aux prêtres de parler politique lors des prêches, interdiction des établissements jésuites, affectation administrative des ecclésiastiques, expulsion de tous les ordres religieux catholiques, confiscation de leurs biens, fermeture des écoles et couvents, introduction du mariage civil. Des prêtres réfractaires sont déchus de leur nationalité, emprisonnés ou condamnés à des amendes. Ces méthodes brutales finissent par déplaire même aux alliés de Bismarck que sont les libéraux et les protestants.
Les mesures dirigées contre l’Église et les prêtres contribuent également à souder les catholiques entre eux. Les catholiques lorrains, alsaciens et polonais qui cherchent à s'affranchir de la tutelle allemande et les catholiques bavarois et de la région de Cologne, qui se méfient du monopole de la Prusse sur l’Empire allemand, font preuve d'unité et résistent. Rassemblés au sein d’un parti politique, le Zentrum, les catholiques vont acquérir un poids politique considérable.
Le Kulturkampf a donc l’effet inverse de celui escompté. Devant cet échec, et face à la nécessité de voter les lois antisocialistes, Bismarck décide d'abandonner cette politique. L'élection du pape Léon XIII en 1878 marque le début de la détente. La plupart des lois sont retirées ou assouplies, les prêtres peuvent retrouver leurs paroisses. La paix est définitivement signée en 1886 et 1887 entre le Vatican et l'Empire allemand.

L'expression « Kulturkampf » est ensuite étendue aux tensions parfois très vives qui accompagnent l’affranchissement des États modernes du pouvoir de l’Église romaine au XIXe siècle.

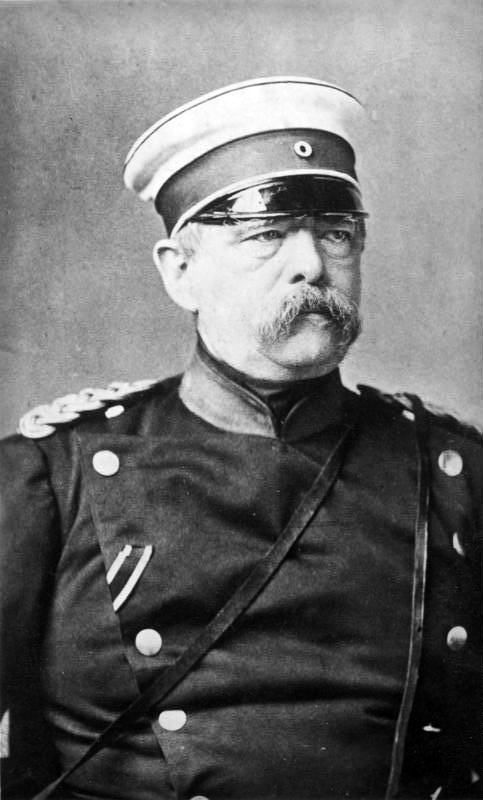
Otto von Bismarck, chancelier impérial et ministre-président de Prusse est le grand artisan du Kulturkampf.

## Contexte

### Naissance de l’Empire allemand
En 1871, Guillaume Ier, alors roi de Prusse, proclame la naissance de l’Empire allemand dans la galerie des Glaces du château de Versailles. Il vient d'annexer l'Alsace et la Lorraine et de réaliser l’unité de l’Allemagne autour de son royaume, après des siècles de divisions entre petits États et principautés rivales.
Après l’exclusion de l’Autriche catholique, les protestants dominent dans l’Empire, d’autant plus que la dynastie de Hohenzollern et la plupart des membres du gouvernement sont des protestants.
Le chancelier de l'empire, Otto von Bismarck, artisan de cette nouvelle unité allemande accomplie par les armes, se préoccupe à présent d'assurer sa stabilité, ce qui implique un pouvoir indiscuté sur le plan intérieur. Ses deux principaux adversaires, ceux qu’il appelle « les ennemis du Reich », sont les socialistes et les catholiques.

### Les catholiques dans l'Empire allemand

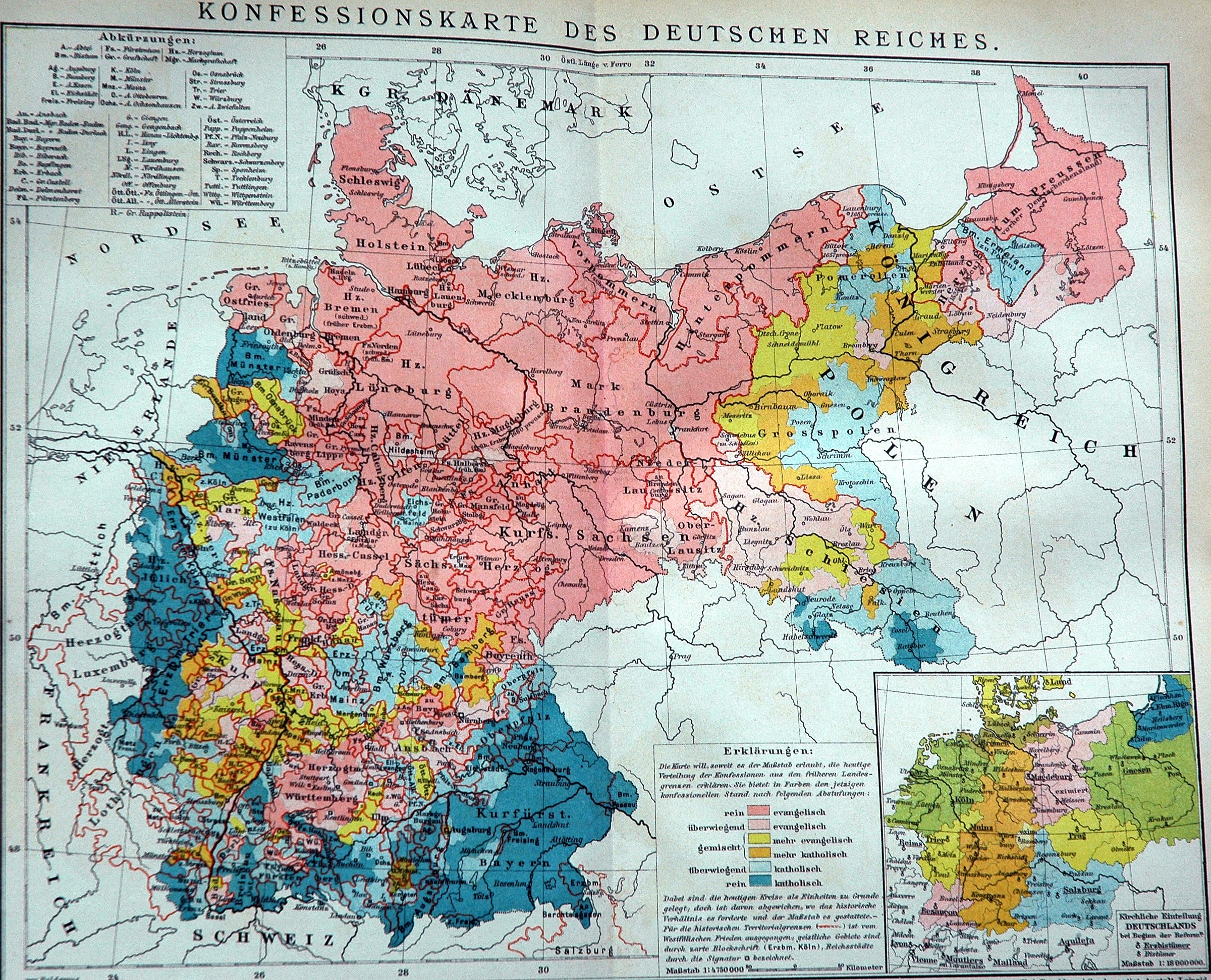
Carte de la répartition des confessions dans l'Empire allemand au XVIIIe siècle. Les catholiques sont en bleu clair et foncé, les protestants en rose et rouge. Le jaune indique que les deux confessions sont présentes.

L'unité confessionnelle du Saint Empire romain germanique est officiellement rompue en 1555 et la paix d'Augsbourg consacre sa division religieuse née de la Réforme luthérienne. Selon le principe Cujus regio, ejus religio (tel prince, telle religion), la coexistence du catholicisme et du protestantisme au sein de l'empire se fait sur la base de l'unité confessionnelle de chaque territoire.
À la veille de la Révolution française, la population catholique, largement minoritaire, vit dans le duché de Bavière, dans les grandes principautés ecclésiastiques : Cologne, Trèves, Mayence, Münster, Paderborn, Worms, Würzburg et dans les domaines des Habsbourg comme le Brisgau. La défaite de Napoléon et le congrès de Vienne conduisent à la constitution d'une confédération germanique, qui entraîne un nouveau redécoupage territorial. Dès lors il n'y a plus que trente-six États allemands dont un seul est catholique, celui du roi de Bavière. La Rhénanie et la Westphalie catholiques sont rattachées au royaume de Prusse. Dès lors, 80 % des catholiques allemands sont placés sous autorité protestante, dans une position d'infériorité culturelle et politique.
Les sécularisations et les expropriations des biens de l'Église pratiquées durant l'occupation napoléonienne changent les rapports de force et la relation entre État et Église. Au moment de la création de l'Empire allemand, les catholiques (dont les Lorrains, Alsaciens et Polonais) représentent un tiers de sa population, contre deux tiers pour les protestants. Il n'y a pas de religion d'État, cependant l'État paie les traitements des prêtres, entretient les lieux de culte et les facultés de théologie se trouvent dans les universités sous son contrôle. L'État a également son mot à dire lors de la nomination des évêques.
La revendication d'universalité de l'État se trouve dans l'opposition naturelle à l'Église catholique, qui souhaite préserver son influence et les traditions chrétiennes comme ciment de la société. L’emprise du pouvoir politique sur l’Église pousse de nombreux catholiques à revendiquer, au nom de la liberté de l’Église, une plus grande intervention du pape. C’est le développement du courant ultramontain favorable au renforcement de l’autorité du Siège apostolique, à la juridiction universelle du pape, à la validité de ses définitions théologiques et de ses condamnations.
Ce conflit d'intérêts est amplifié par l'apparition du libéralisme. Ce type de changement dans les relations Église-État n'est pas particulier à l'Allemagne. La présence de libéraux dans les gouvernements joue un rôle important dans le déclenchement des conflits. Cependant, il n'y a pas qu'une simple opposition croyants / anticléricaux.

Les libéraux allemands, majoritairement protestants, sont ainsi plutôt anticatholiques, alors que les catholiques sont plutôt antilibéraux. Les libéraux ne sont pas anticléricaux par idéologie, mais ils se considèrent comme les représentants de la modernité, du progrès et de la culture en Allemagne. Ils voudraient que l'école devienne neutre et aconfessionnelle, hors de l'influence de l'Église. 

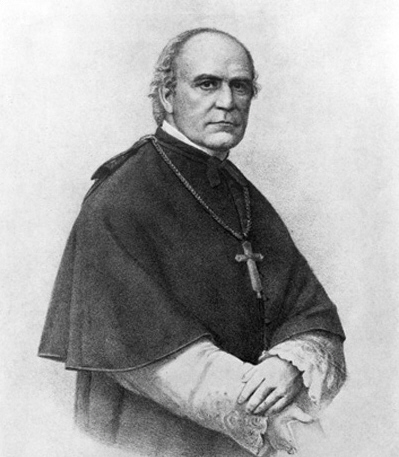
L'évêque de Mayence Wilhelm von Ketteler, cofondateur du Zentrum.

Minoritaires en Allemagne, les catholiques s’organisent depuis longtemps pour défendre leurs intérêts, avec des associations, des publications, et des groupes parlementaires dans différentes assemblées. Quand Bismarck réalise l’unité allemande au profit de la Prusse luthérienne, ils décident de fonder en 1870 un parti politique, le Zentrum (Le Centre).
Au cours des deux premiers tiers du XIXe siècle, le courant catholique se montre hostile à la modernité, ce qu'illustrent les encycliques du pape Pie IX de 1864, Quanta Cura et Syllabus. Cette dernière dresse une liste de 80 égarements de la politique, de la culture et de la science modernes, dont la liberté d'expression, la liberté religieuse, ainsi que la séparation de l'Église et de l'État. Mais si entre 1815 et 1860 environ, les positions des catholiques allemands sont très traditionnelles, elles changent avec l'apparition de nouvelles formes de pauvreté liée aux débuts de l’industrie et de l’urbanisation accélérée.
Leur principal leader est Wilhelm von Ketteler, évêque de Mayence, qui s’intéresse beaucoup aux questions sociales. Il publie, en 1865, Les Travailleurs et la chrétienté (Die Arbeiter und das Christentum) et fait adopter, en 1869, par l'Assemblée des évêques allemands, qui se tient tous les ans à Fulda, le programme social du catholicisme allemand : hausse des salaires, limitation du temps de travail, introduction et respect des jours de repos, limitation du travail des enfants, des jeunes filles et des mères. Ainsi, les catholiques allemands s'opposent au socialisme étatiste puisqu'ils défendent la propriété privée mais refusent le libéralisme individualiste. Le parti penche pour le fédéralisme et pour un rapprochement avec l'Autriche-Hongrie catholique.
Le nouveau mode de scrutin électoral par suffrage universel avantage le parti Zentrum. Les catholiques obtiennent 18,6% des suffrages et cinquante-sept sièges aux premières élections suivant l'unité allemande, en 1871.

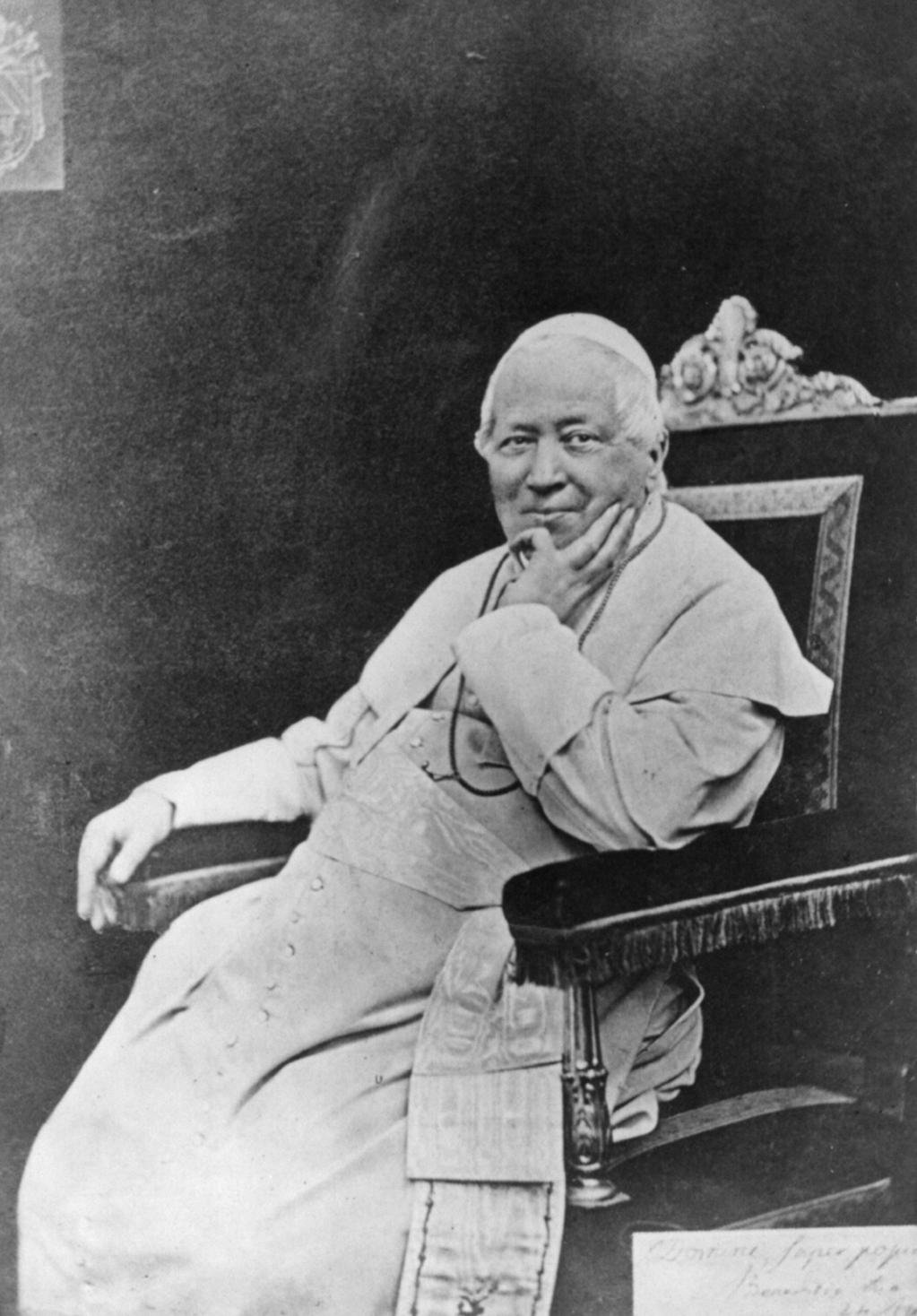
Pie IX.

Le premier concile œcuménique du Vatican, qui se déroule de 1869 à 1870, tente de renforcer l'autorité papale avec notamment la proclamation le 17 juillet 1870 du dogme de l'infaillibilité pontificale en matière de théologie. En Allemagne, les libéraux sont particulièrement virulents contre cette décision, considérant qu'elle s'oppose à la liberté d'opinion et à la libre conscience. D'ailleurs, le clergé allemand est également majoritairement opposé à cette décision.
Cependant, à peine deux mois après, le 20 septembre 1870, le pape Pie IX perd au profit du roi d’Italie Victor-Emmanuel II le contrôle temporel qu’il avait sur Rome depuis plusieurs siècles. Le choc culturel que représente la prise de Rome vient surtout de la crise spirituelle qu’elle va entraîner chez nombre de catholiques européens, à commencer par ceux d’Italie qui se voient intimer l’ordre de ne pas participer à la vie politique italienne. Dans les autres nations, l’ultramontanisme progresse, mettant à chaque fois en concurrence foi et appartenance nationale.

## Les lois contre l'Église et les catholiques

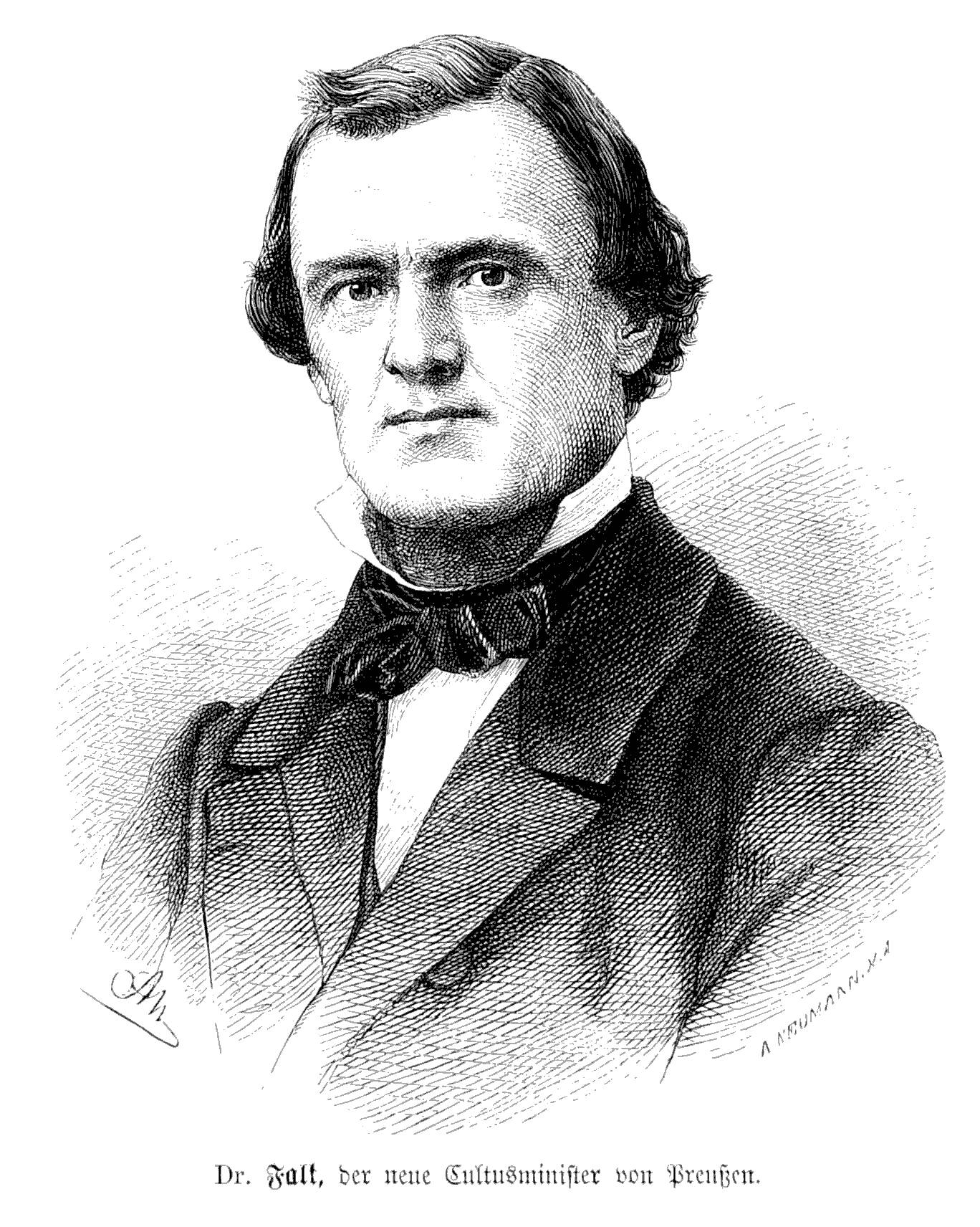
Adelbert Falk en 1872.

Pour consolider la nation allemande, Bismarck cherche à réduire des particularismes et vise en premier lieu l’Église catholique et sa prétention à contester la sphère d’intervention de l’État.
En juillet 1871, Bismarck abolit les dispositions constitutionnelles qui protégent l’Église et ferme le département catholique du ministère de l'instruction et des cultes.
Le 10 décembre 1871, est promulguée la loi dite de paragraphe de la chaire, (Kanzelparagraph), qui interdit aux religieux de prendre des positions politiques dans le cadre de leur fonction sous peine d'emprisonnement d’une durée allant jusqu'à 2 ans. Ironie de l'histoire, la loi est présentée par les députés bavarois.
Adalbert Falk, un protestant prussien, est nommé ministre de l'instruction publique et des cultes. Il remplace dans sa fonction von Mülher que Bismarck estime trop réservé dans l’application de sa politique. C’est sous son égide que, le 11 mars 1872, est votée la loi de surveillance de l’école (Schulaufsichtsgesetz) qui retire aux Églises le droit d’inspection des écoles primaires, au profit d’inspecteurs laïcs, et ferme l’enseignement public aux ordres religieux. C'est une véritable laïcisation qui fait passer de l’Église à l’État le contrôle sur l’école ainsi que le choix des maîtres. Le 14 mai 1872, en réagissant au refus par le pape Pie IX d'un ambassadeur allemand qu'il lui a proposé, Bismarck déclare devant le Reichstag « Nous n'irons pas à Canossa ni physiquement ni spirituellement » et « nous ne céderons rien » face à l'Église catholique. Les catholiques, les membres du Zentrum et les autres minorités sont qualifiés d'ennemis de l'Empire. Les relations diplomatiques entre l'Allemagne et le Vatican sont rompues en 1872.
La loi antijésuites (Jesuitengesetzl) du 4 juillet 1872 interdit les établissements jésuites sur tout le territoire.

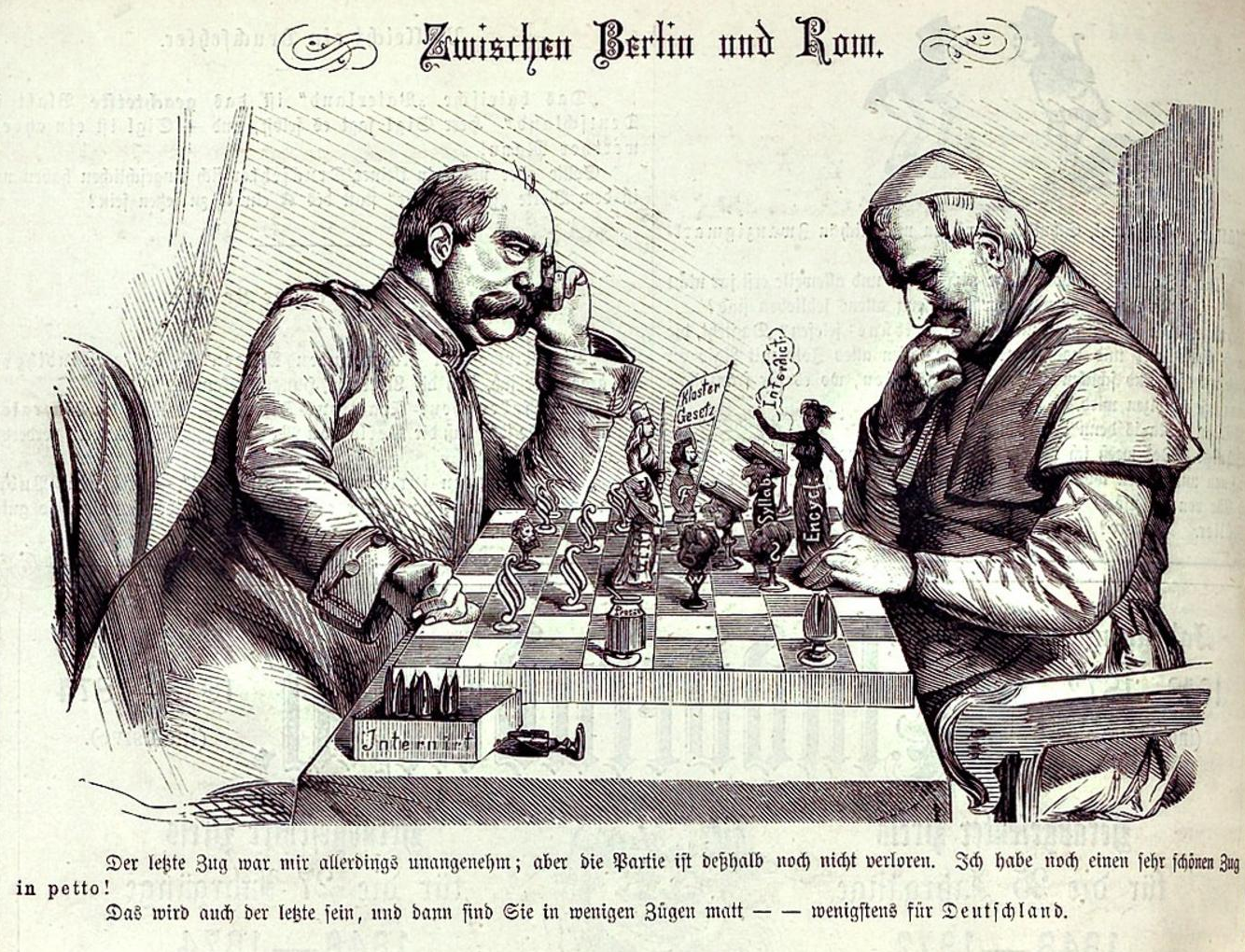
Zwischen Berlin und Rom (Entre Berlin et Rome), Kladderadatsch, 1875.

Les lois de mai 1873, (Maigesetze) font de l'État le responsable de la formation et de l'affectation des ecclésiastiques, ceux-ci sont donc contraints de passer des examens de culture. Les propriétés de l'Église doivent être dirigées par un représentant des communes. Les petits séminaires sont supprimés. Les congrégations religieuses sont chassées du territoire allemand, à l'exception des congrégations hospitalières. Leurs biens, écoles et couvents, sont confisqués. Les prêtres doivent désormais être élus.
Face aux lois de mai, Ludwig Windthorst, qui prend la tête du parti catholique, à partir de 1874, appelle à la résistance passive. Les archevêques de Paderborn et de Munster préfèrent la prison à la soumission. Les prêtres ne se présentent pas aux examens. Le 13 juillet 1874, Eduard Kullmann (de), artisan catholique de 21 ans, commet un attentat contre le chancelier allemand, qui n'est que légèrement blessé.
En octobre 1873, l'évêque de Mayence Wilhelm von Ketteler prêche à Kevelaer devant plus de 25 000 personnes et dénonce ces lois. Il est arrêté juste après son sermon et condamné à la peine maximale prévue qui est de 2 ans de prison. Cela déclenche une vague de protestation chez les catholiques et aux élections de 1874, le parti du Centre double ses voix et obtient le nombre record de 99 sièges au Reichstag.
Le 5 février 1875, le pape déclare que toute personne respectant les lois de mai est menacée d'excommunication. La condamnation du gouvernement par le Vatican et les mentions de Bismarck par le Pape comme un « Satan casqué » ou un « grand sorcier » encouragent les fidèles à résister.
Le mariage civil devient le seul mariage de référence en Prusse. Le mariage religieux n'est autorisé qu'après conclusion d'un mariage civil. Cette loi est imposée dans l'ensemble de l'Empire allemand le 6 février 1875.
Le 22 avril 1875 : la nouvelle loi dite de la corbeille de pain (Brotkorbgesetz) coupe les subventions publiques pour les institutions catholiques qui ne se soumettent pas à la volonté de l'État.
La discrimination à l'égard des catholiques s'exerce aussi dans la fonction publique de l'État prussien. Les prêtres réfractaires sont déchus de la nationalité allemande et exilés.

## L'ampleur des répressions
Les États fédérés allemands ne sont pas touchés de la même façon : alors qu'en Prusse et dans le Bade le conflit bat son plein, la Bavière et le Wurtemberg sont relativement épargnés. Dans la première, très catholique, le gouvernement royal du régent Luitpold de Bavière ne trouve pas de soutien auprès de son parlement pour faire voter les lois. Seuls les décrets sont appliqués. Dans le second, à large majorité protestante, le rôle de l'évêque de Rottenburg, Mgr Karl Joseph von Hefele, n'est pas à négliger.
La politique Kulturkampf touche également les minorités vivant aux marges de l’Empire dans des régions annexées par une politique d’assimilation culturelle très agressive (Alsace-Lorraine, Grande-Pologne, Silésie). En 1876, l’allemand devient seule langue administrative dans les régions orientales et il devient obligatoire à l’école primaire dans le courant des années 1870 et 1880. Les lois adoptées dans le cadre du Kulturkampf, en établissant le contrôle direct de l’État sur l’organisation de l’enseignement primaire et secondaire, facilitent l’application des mesures de germanisation forcée. Le Kulturkampf vise à réduire les particularismes nationaux polonais et alsacien dont l’Église catholique est un élément structurant.
À la fin du conflit, 1 800 prêtres catholiques se trouvent en prison. L'État a réquisitionné à l'Église des biens estimés à 16 millions de Mark-or. L'archevêque de Poznań, Mgr Mieczysław Ledóchowski, est emprisonné avec une peine de 2 ans pour haute trahison, puis exilé. L'archevêque de Paderborn, Mgr Martin, l'archevêque de Cologne, Mgr Paul Melchers, et l'archevêque de Trêve, Mgr Matthias Eberhard (de) sont jetés en prison. Ce dernier, condamné le 6 mars 1874, à une amende de 130 000 Mark-or et 9 mois de prison, y meurt au bout de 6. L'évêque de Munster, Mgr Johannes Bernhard Brinkmann (de) est déposé et s'exile aux Pays-Bas.
En 1875, 241 clercs, 136 rédacteurs des publications religieuses, 210 autres catholiques sont condamnés à des amendes ou emprisonnés. 74 logements sont perquisitionnés, 55 organisations dissoutes, 20 journaux mis sous scellés et 103 personnes sont internées ou exilées.
En 1877, sur 12 diocèses, 8 sont vacants, dont 6 par destitution et 2 pour cause de décès. En 1880, environ 1 000 paroisses, soit environ un quart des communes, n'ont pas de prêtre.
Malgré la rudesse du conflit, seule la voie légale a été employée.

### Échec et fin de la politique Kulturkampf
Otto von Bismarck n'a pas atteint tous les objectifs qu'il s'était fixés avec le Kulturkampf. Le Zentrum en est sorti renforcé, avec des scores aux élections supérieurs à ceux d'avant la mise en place de cette politique. La création en réaction du concile de l'Église vieille-catholique ne provoque pas de division dans le catholicisme. Sous la pression, l'Église, les laïcs catholiques et son bras politique, le Zentrum, en sortent unis. Certains des soutiens du chancelier se montrent également irrités par cette politique. Ainsi, les conservateurs protestants ne sont partisans, ni du mariage civil, ni de l'immixtion de l'État dans les écoles. Les libéraux craignent que les droits de l'Homme ne soient menacés. Une répression toujours plus féroce ne semble pas être non plus la solution qui pourrait affaiblir les catholiques,.

Bismarck se montre prêt à négocier avec l'Église. Il a besoin d'une nouvelle majorité pour faire voter les lois antisocialistes, or il sait que les libéraux ne peuvent consentir à de telles lois. De son côté, Rome souhaite également mettre fin au conflit.

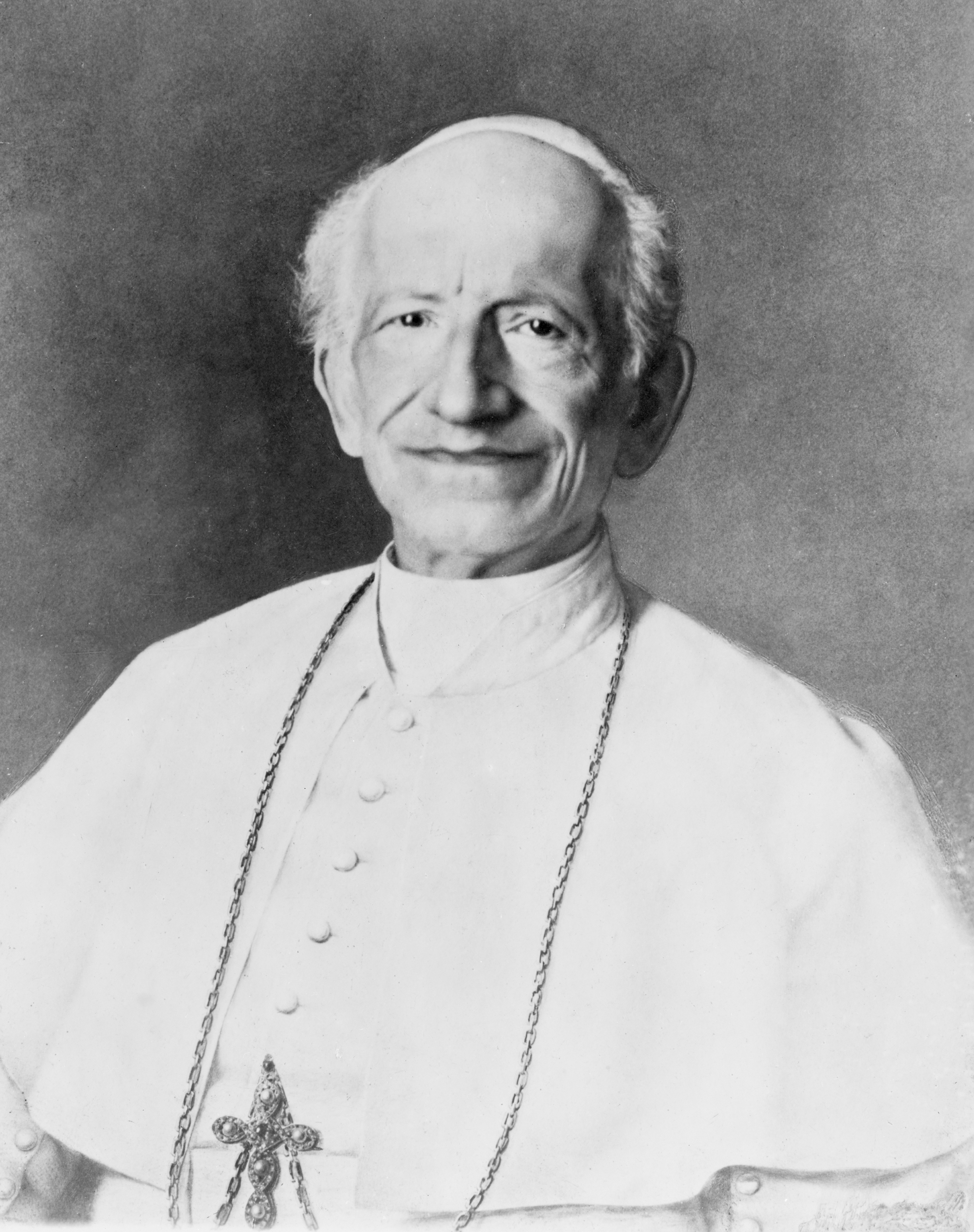
Léon XIII

Pie IX meurt en 1878, son successeur est Léon XIII. Ce dernier envoie aussitôt un message à l'empereur Guillaume Ier faisant « appel à la magnanimité de son cœur pour que la paix et la tranquillité des consciences soient rendues aux catholiques ». Il veillera en contrepartie « comme la foi qu'ils professent le leur prescrit, [qu'ils se montrent], avec le plus consciencieux dévouement, des sujets respectueux et fidèles de Sa Majesté. » Le contact est rétabli et des négociations ont lieu directement entre la Curie et le gouvernement allemand. Le pape contourne le Zentrum, ce qui marquera les catholiques allemands par la suite.
Pendant les dix-huit mois que durent les négociations, les socialistes commettent deux attentats contre l'empereur. La situation politique évoluant, le chancelier de fer déclare prêt à un « petit Canossa ». Il désavoue son ministre Adalbert Falk, qui se retire en juillet 1879.
Le pape Léon XIII s'oppose au Kulturkampf notamment avec l'encyclique Arcanum divinæ en 1880 défendant le mariage chrétien contre la laïcisation et la préséance du mariage civil.
En 1881, les 1 500 prêtres expulsés de leurs paroisses peuvent revenir, et les congrégations religieuses peuvent rentrer d’exil, à l’exception des jésuites, qui devront attendre 1903, et les archevêques de Cologne et de Poznań, respectivement Mgr Paul Melchers et Mgr Mieczysław Ledóchowski, qui sont rappelés par le pape à Rome.
En 1882, la Prusse recommence à payer les traitements des ecclésiastiques. À l'été 1882, les relations diplomatiques entre l'Empire allemand et le Saint-Siège sont rétablies. En 1883, il est décidé que les évêques n'auront plus à soumettre la nomination des curés aux autorités civiles. Les lois de mai sont révisées en 1886.
Entretemps, le prince Frédéric demande et obtient une audience pontificale.
En échange, le pape oblige le Zentrum, pourtant réticent, à voter pour les lois antisocialistes et pour la loi du septennat, faisant passer la durée du budget militaire à 7 ans.
Les lois de paix de 1886 et 1887 abrogent l'essentiel des mesures prises contre l'Église catholique.
Le 23 mai 1887, Léon XIII déclare officiellement que le « combat qui endommagea l'Église et ne servit en rien l'État » est fini. Les deux parties ont su garder la face dans les négociations.
Plus tard, en 1888, 1893 et 1903, non sans commettre quelques impairs, Guillaume II rend visite au pape.

## Conséquences
Le Kulturkampf marque une étape importante dans la séparation de l'État et de l'Église en Allemagne. Elle cesse d'évoluer avec la République de Weimar. Il a également pour conséquence que les catholiques restent des citoyens de seconde zone jusqu'en 1918. La loi antijésuite n'est abrogée qu'en 1917, celle de la chaire en 1953. Ce n'est que depuis le 1er janvier 2009 qu'un mariage religieux peut être célébré sans avoir été précédé d'un mariage civil. Ce cas reste cependant rare, le cadre légal du mariage civil étant recherché. La loi sur l’inspection des écoles est toujours en vigueur.

## Interprétations
Armin Heinen (de) doute de la thèse, souvent rencontrée, que les libéraux se seraient laissés manipuler par Bismarck pour lutter contre les catholiques. La prise d'initiative des libéraux du Sud de l'Allemagne réclamant une séparation de l'État et de l'Église, poussant Bismarck à agir en ce sens, a selon lui plus d'importance.
Manfred Görtemaker considère qu'on ne peut pas parler, comme Pie IX, d'une persécution des croyants. L'objectif est ici de briser ou de limiter l'indépendance de l'Église.
L'historien David Blackbourn considère que le Kulturkampf est le conflit entre deux manières de vivre. Pour développer sa thèse, il renvoie à l'exemple de l'apparition de la Vierge à Marpingen en 1876. Trois jeunes filles affirment avoir vu à plusieurs reprises apparaître la Vierge Marie dans le bois de ce village. Ces apparitions ne sont pas reconnues par l'Église, les jeunes filles renient leurs dires, mais elles attirent tout de même des milliers de pèlerins en quelques jours. Peu après d'autres enfants disent avoir vu des apparitions, des guérisons miraculeuses sont également rapportées. Ces rassemblements attirent l'attention des autorités prussiennes, qui bloquent rapidement l'accès au site en envoyant des militaires et en mettant en place un tribunal. Ils comptent ainsi arrêter le flux de pèlerins. Les autorités prussiennes avaient déjà agi de manière tout à fait comparable une génération auparavant après la création d'un pèlerinage pour adorer la Sainte Tunique à Trêves en 1844. Cette action avait provoqué un vif débat dans l'opinion publique. Comme réaction en 1845 Otto von Corvin rédige un livre aux accents anticléricaux, le Pfaffenspiegel (de) (le miroir du curé), tandis que Rudolf Löwenstein (en) écrit le poème Freifrau von Droste-Vischering zum heil’gen Rock nach Trier ging dans le journal satirique, le Kladderadatsch.
D'après Manuel Borota, le Kulturkampf est l'expression d'une lutte des classes avec d'une part les commerçants et les industriels et de l'autre des nobles anti-libéraux, les ecclésiastiques et les fermiers. Les ouvriers, se tenant entre les deux camps, sont courtisés aussi bien par les ultramontains, que les libéraux ou les socialistes.

## Le termeKulturkampf

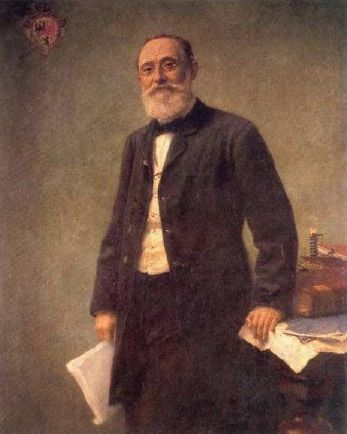
Rudolf Virchow, premier utilisateur du terme de Kulturkampf.

Le terme « Kulturkampf » a été employé pour la première fois dans le journal Zeitschrift für Theologie de Fribourg-en-Brisgau. Il apparaît dans une lettre anonyme écrite par le radical Ludwig Snell (de) sur la « signification du combat des libéraux catholiques suisses contre la curie romaine ». En Allemagne c'est Rudolf Virchow qui utilise le terme, le 17 janvier 1873, lors de son allocution dans la chambre des représentants de Prusse,. Il le répète ensuite sur les affiches électorales du Parti progressiste allemand (Deutsche Fortschrittspartei, DFP) le 23 mars 1873. L'expression est critiquée par la presse catholique mais défendue par la presse libérale

## Kulturkampf en Suisse
Les Kulturkampfs bavarois et souabe ont commencé avant le prussien et sont ainsi souvent vus comme ses précurseurs. Ils démontrent également le caractère national du conflit.
En Suisse, cette politique aboutit à la révision de la Constitution de 1874 et à l’adoption des articles d'exception, expulsant les jésuites, puis toutes les congrégations contemplatives et les bénédictins, et rendant non-éligibles prêtres et religieux, limitant le nombre d’évêchés (interdisant la création de nouveaux évêchés sans l'accord du gouvernement) et la création de nouveaux couvents, et interdisant les novices. Les cantons les plus touchés sont ceux de Berne et de Genève. À Genève, le Kulturkampf aboutit à l'adoption des articles interdisant le culte extérieur. Ceux-ci ont été remplacés par la Loi sur la Laïcité de l'État de 2019, qui prévoit un régime d'autorisation pour les manifestations cultuelles sur le domaine public.

### Citations
1. ↑  « Die Bedeutung des Kampfes der liberalen katholischen Schweiz mit der römischen Kurie ».